# Musikschule
Als Musikschule wird eine Bildungseinrichtung bezeichnet, in der Musik und die mit ihr in Verbindung stehenden Künste wie Tanz und Musiktheater unterrichtet werden.

## Geschichte
Musikunterricht ist seit dem Mittelalter integraler Bestandteil klösterlicher Erziehung gewesen.
Die ältesten expliziten Musikschulen der europäischen Neuzeit gehen auf die Jesuiten zurück, die über Jahrhunderte die Verpflichtung der Schulmeister und praeceptores an den Latein- und Jesuitenschulen pflegten, Sänger und Instrumentalisten auszubilden, um so die musikalische Umrahmung der Gottesdienste zu gewährleisten. Ab der Barockzeit waren Musikschulen in vielen größeren Orten des katholischen Europas etabliert.
Siehe auch:
- Musikgymnasium
- Musikhochschule

Die Musikschulen sind heute europaweit im Dachverband European Music School Union (EMU) organisiert.

## Nationales

### Deutschland

#### Definition des Verbandes deutscher Musikschulen
Der Verband deutscher Musikschulen definiert den Begriff der Musikschule wie folgt:

„Musikschulen
- sind öffentliche gemeinnützige Einrichtungen der Musikalischen Bildung für Kinder, Jugendliche und Erwachsene.
- erfüllen einen öffentlichen Bildungsauftrag.

Für Musikschulen im VdM gelten qualitätsorientierte Richtlinien.
Musikschulen
- führen an die Musik heran.
- regen Musikalität an.
- finden und fördern musikalische Begabungen.
- leiten zum aktiven Musizieren an.
- vermitteln lebenslange Freude an der Musik.

Musikschulen
- bieten eine Musikalische Früherziehung / Grundausbildung.
- geben qualifizierten Instrumental- und Vokalunterricht.
- ermöglichen das gemeinsame Musizieren in Orchestern, Chören, Ensembles.

Unterrichtsangebote der Musikschulen orientieren sich am Strukturplan und an den Rahmenlehrplänen des VdM.
Musikschulen
- haben einen eigenen Platz im Bildungsgefüge.
- sind in der Regel in öffentlicher Trägerschaft oder erfüllen als e. V. eine öffentliche Aufgabe
- ersetzen nicht den Musikunterricht in der Schule.
- machen ein spezielles musikalisches Ergänzungsangebot.
- arbeiten mit Schulen, Laienmusikvereinen, Jugendzentren, Volkshochschulen, Kirchen, freien Trägern und anderen zusammen.“

#### Geschichte
Musikschulen wurden im Jahr 1924 durch Fritz Jöde angeregt und damals als Jugendmusikschule bezeichnet.
Bereits im Jahre 1897 wurde in der norddeutschen Kleinstadt Quakenbrück die Musikschule Lindhorst durch den späteren Stadtmusikdirektor Heinrich Lindhorst gegründet. Diese Einrichtung wurde später von Sohn und Enkel weitergeführt.
Noch heute wird das Musikleben in Quakenbrück in großem Maße vom Urenkel des damaligen Gründers – Norbert Lindhorst – geprägt.
Als älteste Musikschule Deutschlands gilt die 1810 durch Kurfürst Carl Theodor von Dalberg gegründete Städtische Musikschule Aschaffenburg.

#### Öffentlich-rechtliche Musikschulen
Musikschulen gehören in fast allen Städten und Landkreisen zum festen öffentlichen Kultur- und Bildungsangebot, vergleichbar mit den Theatern, Volkshochschulen oder öffentlichen Bibliotheken. Sie bilden damit in Kooperation und in Ergänzung des Musikunterrichts an den öffentlichen Schulen und Hochschulen sowie dem privaten Musikunterricht einen Teilbereich der Musikpädagogik in Deutschland.
Die meisten Musikschulen sind Einrichtungen von Städten und Gemeinden nach Öffentlichem Recht. Kinder, Jugendliche und Erwachsene erhalten Unterricht auf Musikinstrumenten. Durch Zuschüsse sind die Kosten für den Unterricht oft niedriger als bei privaten Musiklehrern. Unterrichtet wird an den Musikschulen meist durch Musiklehrer, die ihr Instrument an einer Musikhochschule studiert haben. Neben Einzelunterricht wird an den Musikschulen vielfach auch Gruppenunterricht erteilt, der in der Regel kostengünstiger ist. Oft unterhalten die Musikschulen eigene Musikgruppen und Orchester.
In Deutschland gibt es rund 950 öffentliche Musikschulen in kommunaler oder gemeinnütziger Trägerschaft, an denen über eine Million Kinder, Jugendliche und Erwachsene unterrichtet werden. Sie sind im Verband deutscher Musikschulen e. V. zusammengeschlossen, der seinerseits Mitglied im Deutschen Musikrat ist. An den öffentlich-rechtlichen Musikschulen werden in der Regel Musikalische Früherziehung, Instrumentalunterricht, Vokalunterricht (Singschule), Chor, Orchester, Big Band und musikalische Erwachsenenbildung angeboten. Die musikalische Ausrichtung umfasst sowohl den E-Musik-Bereich, als auch die U-Musik mit Rock, Pop, Jazz, Hip-Hop und anderem.

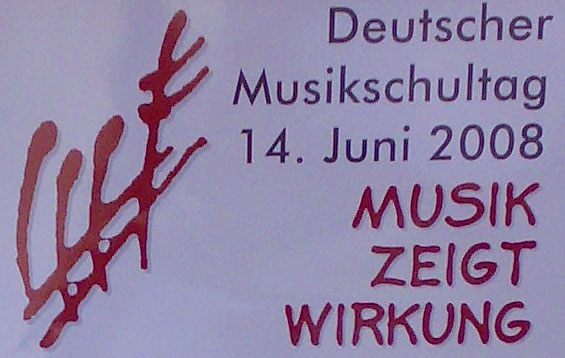
Logo des Deutschen Musikschultages

Konzerte, Vorträge, Musikschultage und die Teilnahme der Musikschüler an Musikwettbewerben machen die Musikschulen zu Kulturträgern in den Kommunen und Landkreisen. Mit den Richtlinien und Rahmenlehrplänen des Verband deutscher Musikschulen e. V. sowie dem gemeinsamen Strukturplan bieten die öffentlichen Musikschulen im VdM deutschlandweit gleichartige, hohe Qualitätsstandards für den Unterricht im Singen und Musizieren.

#### Private Musikschulen
Darüber hinaus gibt es auch private Musikschulen, welche entweder ein den kommunalen Musikschulen entsprechendes, gleichwertiges Angebot oder ein auf einen bestimmten Bereich der Musikbildung beschränktes Angebot vorhalten, beispielsweise angegliedert an Musikfachgeschäfte oder Instrumentenhersteller, die ebenfalls die Bezeichnung Musikschule verwenden (beispielsweise die „Musikschule Fröhlich“ oder die „Yamaha-Musikschulen“) – mit Ausnahme in Bayern, wo der Begriff „Musikschule“ durch die Sing- und Musikschulverordnung geschützt ist und nur von den öffentlichen Musikschulen im Verband deutscher Musikschulen e. V. geführt werden darf.
In einigen Bundesländern, wie zum Beispiel in Brandenburg, haben private Musikschulen die staatliche Anerkennung erlangt und von Amts wegen ein gleiches Leistungsniveau wie kommunale Musikschulen bescheinigt bekommen. Neben den „klassischen Musikschulen“ sind seit den 1980ern insbesondere herstellerunabhängige Musikschulen, die sich auf den Unterricht im U-Musik-Bereich (Pop, Rock, Jazz usw.) spezialisiert haben, immer populärer geworden.
Vielerorts koexistieren kommunal geförderte Musikschulen, private Musikschulen und selbständige Privatmusiklehrer im selben Einzugsgebiet.
Einige private Musikschulen haben sich 1997 in Erfurt zum Bundesverband deutscher Privatmusikschulen e. V. zusammengeschlossen, der seit 2004 Mitglied im Deutschen Musikrat e. V. ist.
Darüber hinaus haben sich in einigen Bundesländern private Musikschulen in Arbeitsgemeinschaften zusammengefunden, um die in Landeshoheit liegende Bildungspolitik mitgestalten zu können.

### Österreich
Musikschulen in Österreich gliedern sich in folgende Sektoren:
- Musikalische Bildung in den Kindergärten und Früherziehungseinrichtungen
- Schulische Schwerpunkte: Regelschulen mit speziellem Lehrplan (oder Schulversuch), das sind die Musikvolkschulen (MVS), die Musikhauptschulen (MHS), die Musischen Gymnasien und die Oberstufenrealgymnasien für Studierende der Musik
- Musikhochschulen und Meisterklassen (postsekundare Bildung)
- Musikschulen (im engeren Sinne) und Konservatorien: Fortbildungslehrgänge – diese gehören zu den berufsbildenden Statutsschulen (SBS) und sind formal einer 15. Schulstufe mit – im Sinne einer Berufsbefähigung – Bildungsabschluss ohne abschließende Prüfung (Musikschulen) oder sonstiger abschließender Prüfung (Konservatorien).

Daneben gibt es musikalische Ausbildung an etlichen – insbesondere pädagogischen – Hochschulen, und außerschulische Bildung wie Blasmusikjugend, Volksliedwerk, Chorverband, und an Opernhäusern und bei Orchestern.

#### Musikschulwesen im engeren Sinne
Die Musikschule (im engeren Sinne) ist ein Kurssystem, das von den Schülern in ihrer Freizeit freiwillig besucht wird. In Österreich gibt es etwa 430 öffentliche Musikschulen mit 200.000 Schülern und fast 7.000 Lehrkräften, in allen Bundesländern. Schulzweck ist das Erlernen von Musikinstrumenten und Gesang sowie den mit der Musik in Verbindung stehenden Künsten (wie Musiktheater und Tanz), daneben gibt es Kurse mit musikkundlichen und musiktheoretischen Inhalten sowie ein umfangreiches Angebot an Ensembles aller Art und Größe. Wichtiger Bestandteil ist Aufführungspraxis, daher werden regelmäßig Vorführungen veranstaltet. In die Schulform integriert sind vorschulische Förderung und Begleitung der Primarstufe, dann laufen die Schulen parallel zur Sekundarbildung. Eine Sonderform ist die Chorschule.
In Österreich ist das Musikschulwesen in erster Linie Ländersache, gutteils unterstehen die Musikschulen aber der Fachaufsicht des Bundes, sie sind mit dem Öffentlichkeitsrecht ausgestattet oder schulbehördlich gemeldet.
Das Musikschulwesen ist ein integraler Bestandteil des österreichischen Schulsystems (im Unterschied etwa zur Situation in Deutschland). Die Musikschulen sind eine Schulform (Lehrplan) der Schulart Musikschulen und Konservatorien innerhalb der Schulsparte der Sonstigen berufsbildenden Schulen (Statut) (SBS) und werden formal der 15. Schulstufe (0. Klasse, Abschlussstufe 15, ISCED-Level 3C sekundar ohne Hochschulzugang, Lehrplancode 3901) zugeordnet.

Der Bildungsabschluss ist – im Sinne einer Berufsbefähigung – „ohne abschließende Prüfung“, er berechtigt aber, die nötige Qualifikation vorausgesetzt, zum weiterführenden Besuch eines Konservatoriums als Ausbildung zum Berufsmusiker oder Musiklehrer. Der Gutteil der Schüler besucht die Musikschulen aber aus Freude am Musizieren, ohne Berufsabsichten, im Sinne einer umfassenden Allgemeinbildung im klassischen Sinne, oder ist später in einem der zahlreichen Musikvereine engagiert.
Erhalten werden die Musikschulen öffentlichen Charakters von den Bundesländern, Gemeinden oder Vereinen.
Der föderalen Struktur Österreichs entsprechend ist der Wille, die Regelung der Musikschulen als Ländersache beizubehalten, weiterhin vorhanden, dennoch existiert mit der Konferenz der österreichischen Musikschulwerke (KOMU) eine den Landesmusikschulwerken übergeordnete Instanz. Auf die KOMU gehen auch die Lehrplanprojekte zurück, die für die beteiligten Länder (zu den 9 österreichischen Bundesländern kommt noch Südtirol hinzu) eine Rahmenregelung definieren. Der neue KOMU-Lehrplan ist vollständig im Internet einsehbar und definiert den musikpädagogischen Anspruch an österreichische Musikschulen.
Für die Lehrer an österreichischen Musikschulen ist der Angestelltenstatus die Regel. In den Bundesländern Kärnten, Oberösterreich, Tirol und Wien sind die Länder selbst zentrale Dienstgeber der Lehrkräfte an den (Landes-)Musikschulen in den Gemeinden bzw. Regionen. Im Burgenland fungiert das Burgenländische Musikschulwerk und in Salzburg das musikum als zentraler Dienstgeber. In den Bundesländern Niederösterreich, Steiermark und Vorarlberg sind die Musikschulerhalter und Dienstgeber Gemeinden und Städte. Die Entlohnung erfolgt in jedem Bundesland unterschiedlich. Im Burgenland sowie in Kärnten, Tirol und der Steiermark orientieren sich die Gehaltsansätze an jenen des Bundes.

### Schweiz
In der Schweiz liegt das Musikschul-Wesen in der Kompetenz der Kantone.
Auf Basis des Bundesbeschlusses vom 23. September 2012 über die Jugendmusikförderung ist seit 2012 ist die Förderung der musikalische Bildung, insbesondere von Kindern und Jugendlichen, in Artikel 67a der Bundesverfassung der Schweizerischen Eidgenossenschaft festgelegt:
1. Bund und Kantone fördern die musikalische Bildung, insbesondere von Kindern und Jugendlichen.
2. Sie setzen sich im Rahmen ihrer Zuständigkeiten für einen hochwertigen Musikunterricht an Schulen ein. Erreichen die Kantone auf dem Koordinationsweg keine Harmonisierung der Ziele des Musikunterrichts an Schulen, so erlässt der Bund die notwendigen Vorschriften.
3. Der Bund legt unter Mitwirkung der Kantone Grundsätze fest für den Zugang der Jugend zum Musizieren und die Förderung musikalisch Begabter.

Im Zuge der Umsetzung des Art. 67a initiierte der Bund das Programm Jugend und Musik (J+M) zur Breitenförderung von Kindern und Jugendlichen. Ergänzend ist ein Programm zur Begabtenförderung vorgesehen.